# Gripsholm (paquebot, 1925)
Le MS Gripsholm était un navire à passagers construit par Armstrong, Whitworth & Co, Ltd à Newcastle, en Angleterre. Il a été livré le 27 novembre 1925 à Swedish American Line à Göteborg en tant que première nouvelle construction de la compagnie.
Il porte le nom du château de Gripsholm.

## Le navire
Le M/S Gripsholm était le premier navire à passagers suédois et mondial à propulsion diesel pour le trafic atlantique, avec deux diesels B&W (Burmeister & Wain) à 6 cylindres d'une puissance de 13 500 chevaux. Il transportait 1 643 passagers et avait un équipage de 301 personnes. Le voyage inaugural commence le 21 novembre 1925. Il n'était pas seulement le plus grand navire de la flotte marchande suédoise, mais aussi l'un des navires les plus modernes de l'Atlantique sur le plan international. À en juger par les commentaires de l'époque, ce navire a constitué un événement unique dans l'histoire maritime suédoise. Le Teknisk Tidskrift donne un compte rendu détaillé et enthousiaste de tous les détails, de la coque aux machines, et attribue au directeur de la Swedish American Line, Filip Lindahl, le mérite de l'exécution de premier ordre du projet.
En février 1927, il fait escale dans le port d'Alger au cours d'une croisière en mer Méditerranée. Le 8 août 1932, l'actrice Greta Garbo est accueillie à Stockholm par plus de 10000 personnes à son arrivée à bord du Gripsholm.
En 1934, il effectue une croisière aux Indes, en Afrique orientale et en Méditerranée.
En décembre 1936, un passager tente de mettre le feu au navire.
En 1938, il effectue une croisière en Amérique du Sud au départ de Southampton.